# Bill Reid

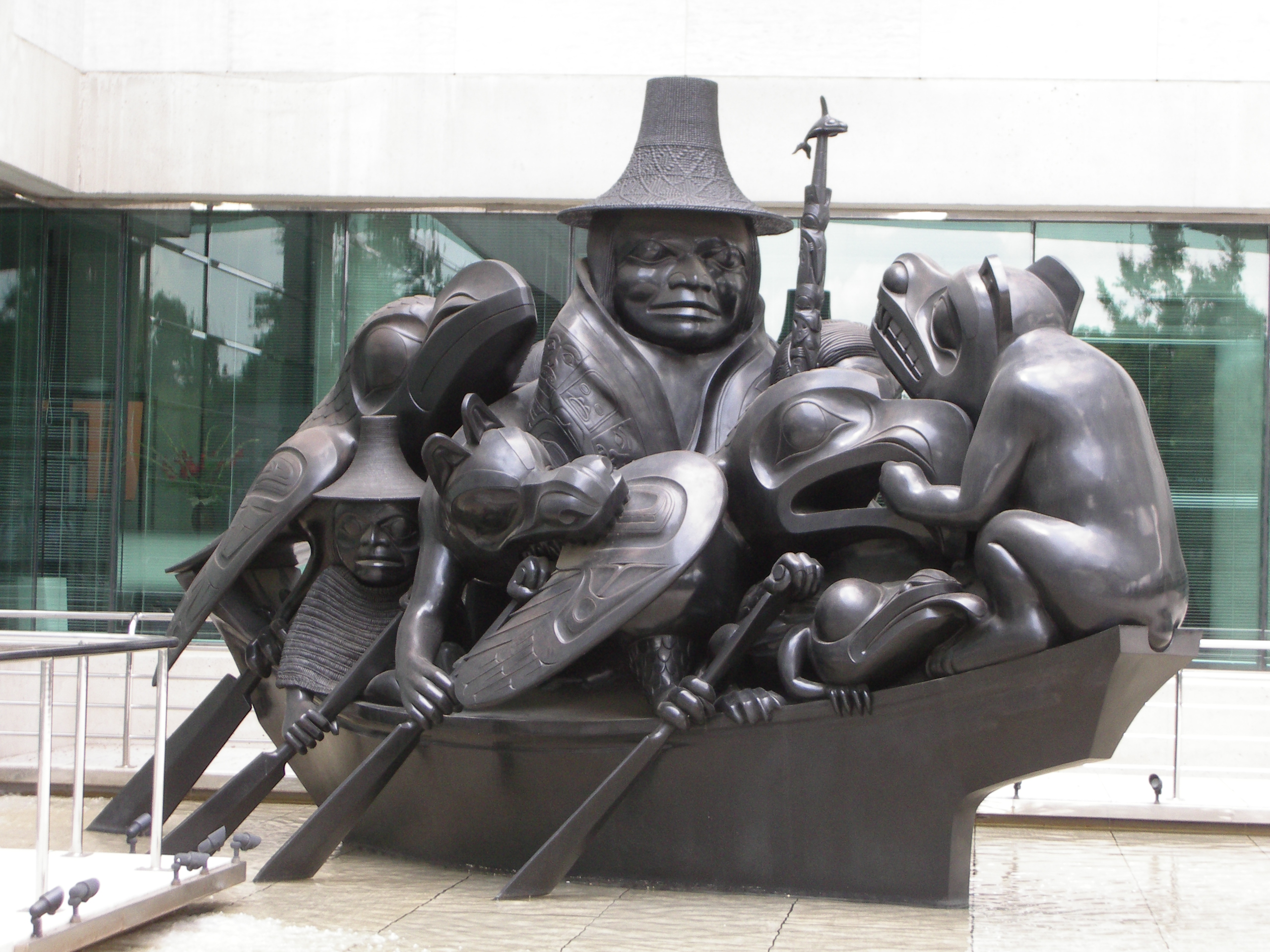
The Spirit of Haida Gwaii, the Black Canoe, utanför den kanadensiska ambassaden i Washington, D.C.

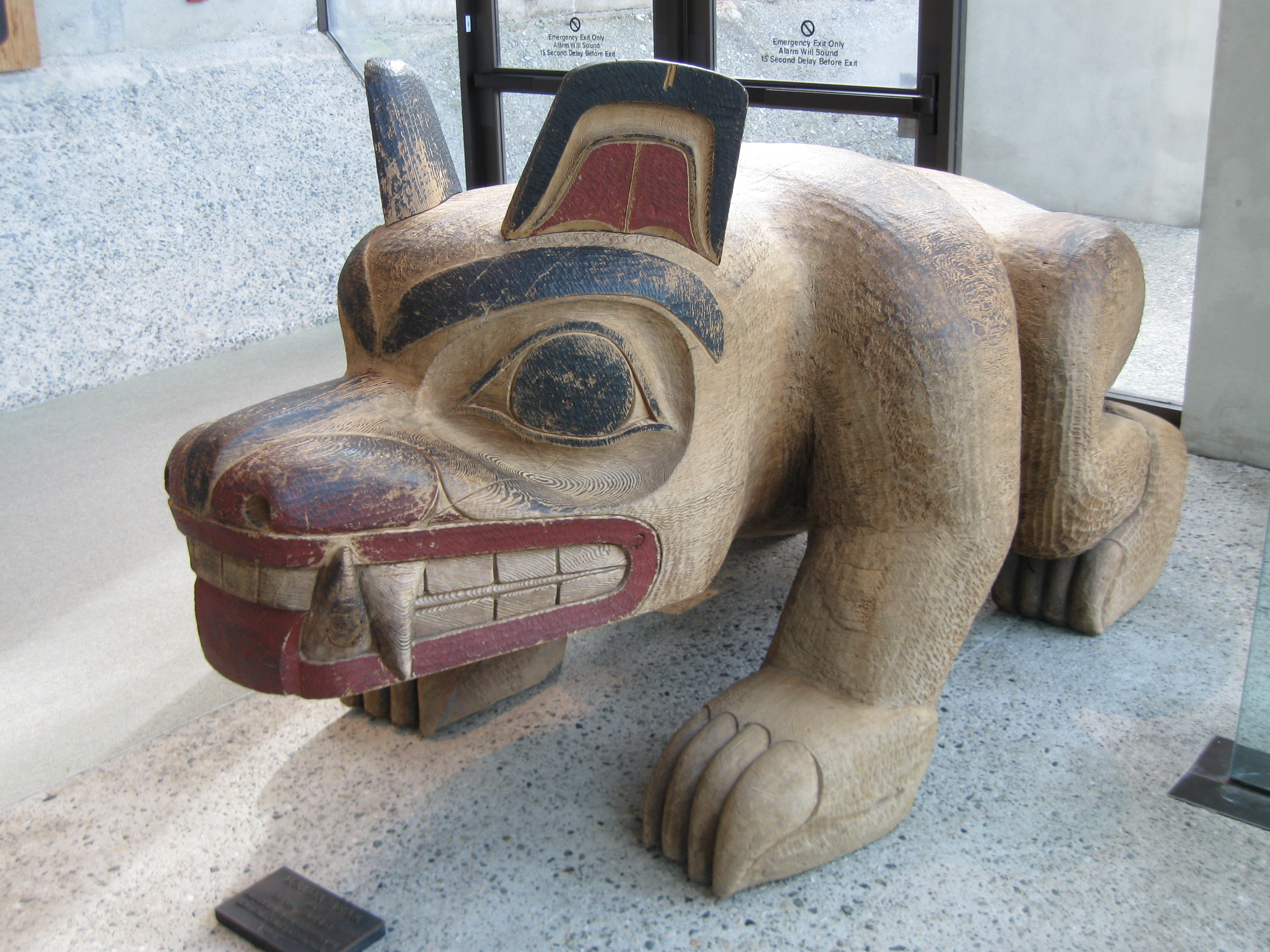
Björn, i University of British Columbia Museum of Anthropology

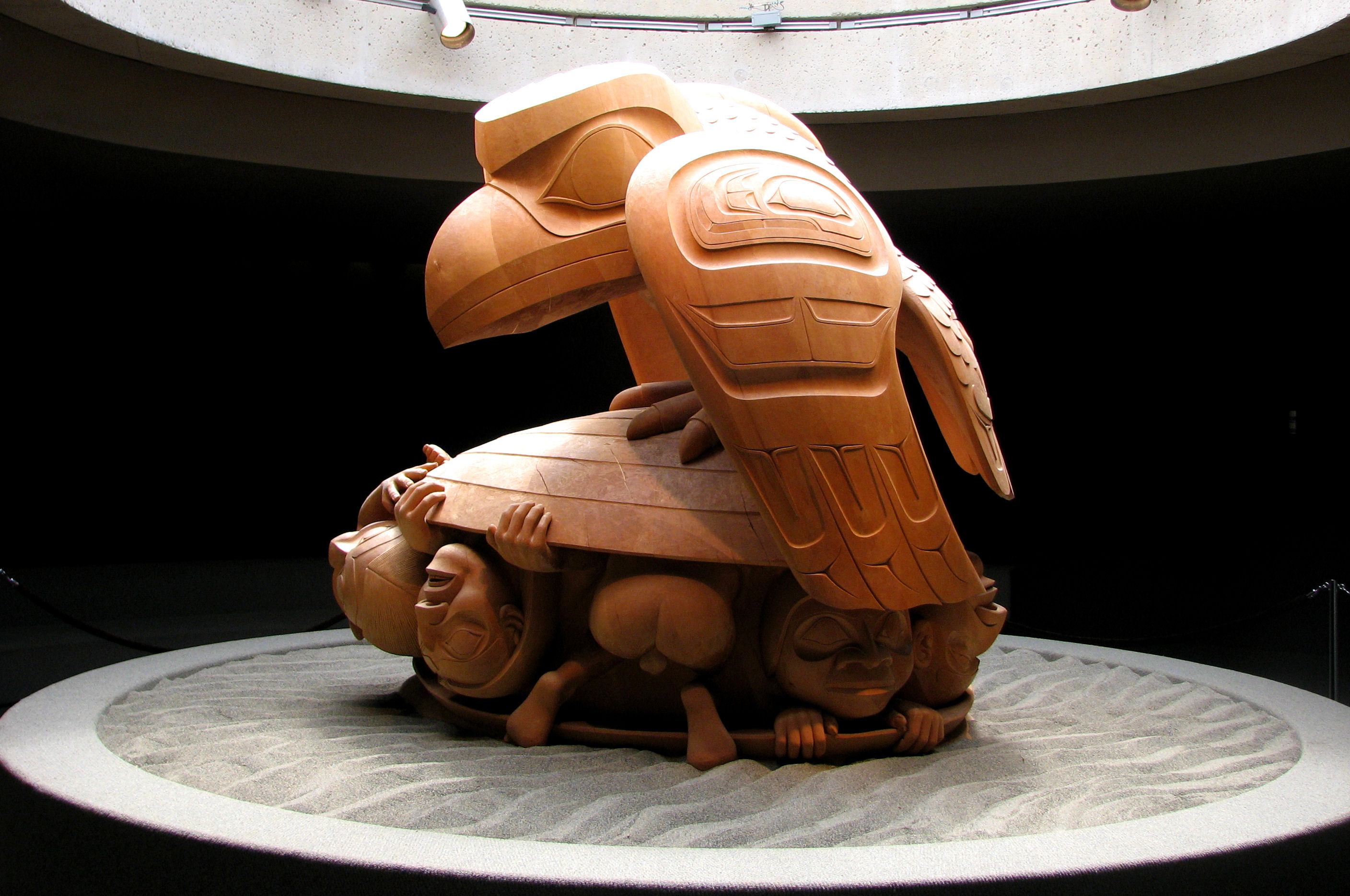
Korpen och den första människan i University of British Columbia Museum of Anthropology, beskrivande en Haidastammens skapelsemyt. Korpen är den förslagne figur som förekommer i många myter hos västkustindianerna

William Bill Ronald Reid, född 12 januari 1920 i Victoria i British Columbia i Kanada, död 13 mars 1998 i Vancouver, var en kanadensisk bildkonstnär, skulptör och smyckeskonstnär.
Bill Reids far var av skotsk-tyskt ursprung och hans mor var Haidaindian. Han kom att intressera sig för Haidakonst när han arbetade som radiojournalist i Toronto, där han fick kunskap om sitt indianska arv av sin morfar. Morfadern var konstnär och hade studerat för Haidakonstnären Charles Edenshaw (omkring 1839-1920). I Toronto utbildade sig också till juvelerare.
Han flyttade tillbaka till Vancouver 1951, och studerade där närmare Charles Edenshaws konst och intresserade sig för de symboler och indianska myter som denne använde sig i sin konst. Han engagerade sig också att rädda de totempålar och andra föremål som förföll på övergivna bosättningar för västkustindianer.
Bill Reid arbetade som juvelerare med traditionella indianska former i guld, silver och sedimentbergarten argillit. Han började efter hand arbeta i större format i brons, jättetuja och nutkacypress med djurfigurer och mytologiska motiv.

## Offentliga verk i urval
- Spirit of Haida Gwaii, the Black Canoe, brons, utanför den kanadensiska ambassaden i Washington, D.C. och i varianten The Jade Canoe, brons,  på Vancouver International Airport.
- Chief of the Undersea World, brons, i Vancouver Aquarium.